# Brasseries de la Meuse
Les brasseries de la Meuse était un groupe brassicole français.

## Histoire
Les brasseries de la Meuse sont une entreprise créée en 1890 par Adolphe Kreiss et Henri Bungener, regroupant deux brasseries, à Bar-le-Duc dans la Meuse et à Sèvres en Seine-et-Oise.
En 1906, elle absorbe la Société des Brasseries Nantaises et récupère son site de production de la carrière de Miséry. Les ventes explosent et se diffusent sur 22 départements. Parallèlement à la fabrication de bière, l’usine produit des limonades, sodas et sirops commercialisés sous la marque "Les Couronnes". Dès les années 1930, Philippe Kreiss, le fils du fondateur développe la marque "La Meuse" et crée pour l'exportation les marques "La Tortue", "Le Palmier" et "L'Étoile". En 1936, des chercheurs mettent au point les premiers jus de fruits stérilisés qui seront lancés sur le marché français sous la marque "Vivor" : orange, pamplemousse et ananas, des fruits dont le port de Nantes s'est fait une spécialité. La production de limonade de Sèvres se vend  quant à elle sous la marque "Fruidam".
Soucieuse de trouver de nouvelles sources d'approvisionnement en eau, la direction fait creuser en 1938-39 un puits, mais l'eau révélera une trop forte teneur en fer, la rendant impropre à la fabrication de la bière. Elle servira cependant à celle des jus de fruits et sera commercialisée, à partir de l'été 1942 sous le nom "la Duchesse Anne". Pendant la Seconde Guerre mondiale, les approvisionnements en agrumes sont suspendus ; la gamme de jus "Vivor" utilisera les fruits locaux : fraise, cassis, groseille, framboise et raisin. L'usine fabriquera également du cidre pour parer aux manques de houblon et d'orge.
Dès 1947, les brasseries de la Meuse battent des records de production, à grand renfort d’opérations promotionnelles avec leur fameux slogan : « Elle est fameuse la Meuse ». Au début des années 1950, la production quotidienne atteint les 500 000 bouteilles.
Au cours de cette décennie, l'entreprise se porte acquéreur de nombreux établissements concurrents en France : la Grande brasserie de Kerinou à Lambézellec, la Brasserie de Rennes (brasserie Graff); la brasserie Schneider-Domeck à Moulins, la Grande Brasserie du Sud-Est à Beaucaire...
En 1966, elle fusionne avec les Grandes brasseries et malteries de Champigneulles et la Brasserie de Charmes pour créer la Société européenne de brasserie (SEB).